# Сатуку (Прахова)
Сатуку (рум. Sătucu) насеље је у Румунији у округу Прахова у општини Томшани. Oпштина се налази на надморској висини од 113 m.

## Становништво
Према подацима из 2002. године у насељу је живело 115 становника, од којих су сви румунске националности.